# Ларрок-Ангален
Ларро́к-Ангале́н (фр. Larroque-Engalin) — коммуна во Франции, находится в регионе Юг — Пиренеи. Департамент — Жер. Входит в состав кантона Лектур. Округ коммуны — Кондом.
Код INSEE коммуны — 32195.

## География
Коммуна расположена приблизительно в 560 км к югу от Парижа, в 85 км северо-западнее Тулузы, в 39 км к северу от Оша.

## Климат
Климат умеренно-океанический. Лето жаркое и немного дождливое, температура часто превышает 35 °С. Зимой часто бывает отрицательная температура и ночные заморозки. Годовое количество осадков — 700—900 мм.

## Население
Население коммуны на 2010 год составляло 50 человек.
| 1962 | 1968 | 1975 | 1982 | 1990 | 1999 | 2010 |
| ---- | ---- | ---- | ---- | ---- | ---- | ---- |
| 88   | 86   | 66   | 55   | 53   | 59   | 50   |

## Администрация
| Период | Период | Фамилия     | Партия                  | Примечания |
| ------ | ------ | ----------- | ----------------------- | ---------- |
| 1983   | 2020   | Жорж Куртес | Социалистическая партия |            |

## Экономика
В 2010 году среди 29 человек трудоспособного возраста (15-64 лет) 20 были экономически активными, 9 — неактивными (показатель активности — 69,0 %, в 1999 году было 83,3 %). Из 20 активных жителей работали 18 человек (9 мужчин и 9 женщин), безработных было 2 (0 мужчин и 2 женщины). Среди 9 неактивных 1 человек был учеником или студентом, 5 — пенсионерами, 3 были неактивными по другим причинам.

## Фотогалерея

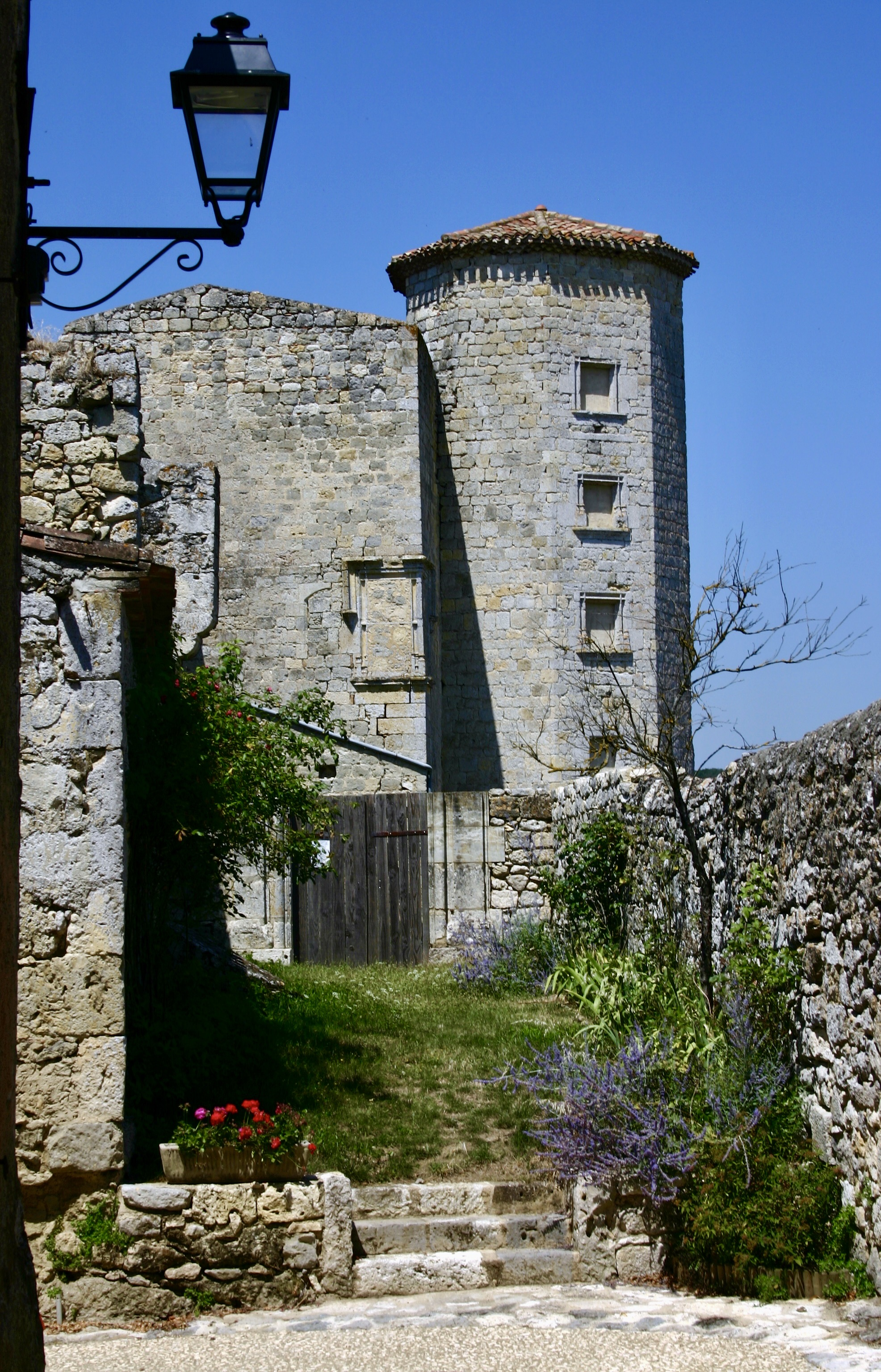
Семиугольная средневековая башня
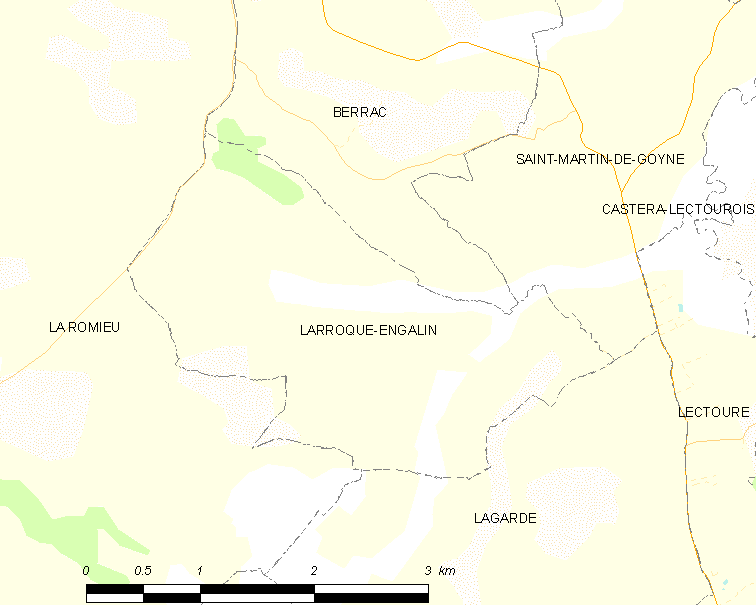
Карта коммуны